# Camponotus cleobulus
Camponotus cleobulus é uma espécie de inseto do gênero Camponotus, pertencente à família Formicidae.